# Tmeticus tolli
Tmeticus tolli är en spindelart som beskrevs av Kulczynski 1908. Tmeticus tolli ingår i släktet Tmeticus och familjen täckvävarspindlar. Inga underarter finns listade i Catalogue of Life.